# K-123
K-123 war ein U-Boot der sowjetischen Marine und gehörte des Projekts 705 (NATO-Bezeichnung: Alfa-Klasse) an.

## Geschichte
Nachdem das erste Boot der Alfa-Klasse kurz nach Indienststellung massive Reaktorprobleme erlitten hatte, wurden weitere Boote unter modifiziertem Reaktordesign gefertigt. K-123 war das erste dieser neuen Boote. Sie wurde 1975 in der Admiralitätswerft SY 402 in Sewerodwinsk auf Kiel gelegt und am 26. Dezember 1977 als erste Einheit ihrer Klasse in Dienst gestellt.
Als sich am 8. August 1982 das Boot in der Barentssee befand, entstand ein Leck im radioaktiven Primärkreislauf des flüssigmetallgekühlten Reaktors der K-123. Rund zwei Tonnen des flüssigen Metalls traten aus und kontaminierten die Reaktorabteilung. 1982 wurde der Reaktor entfernt, erst acht Jahre später wurde die Installation eines neuen Aggregats abgeschlossen. 1991 wurde die K-123 wieder in Dienst gestellt, diente fortan als Testschiff und wurde am 31. Juli 1996 zum Verschrotten außer Dienst gestellt.